# Stolzenhagen (Lunow-Stolzenhagen)
Stolzenhagen è una frazione del comune tedesco di Lunow-Stolzenhagen, nel Brandeburgo.

## Storia
Stolzenhagen fu nominata per la prima volta nel 1315.

Il 1º marzo 2002 il comune di Stolzenhagen venne fuso con il comune di Lunow, formando il nuovo comune di Lunow-Stolzenhagen.